# 대위 (해군)

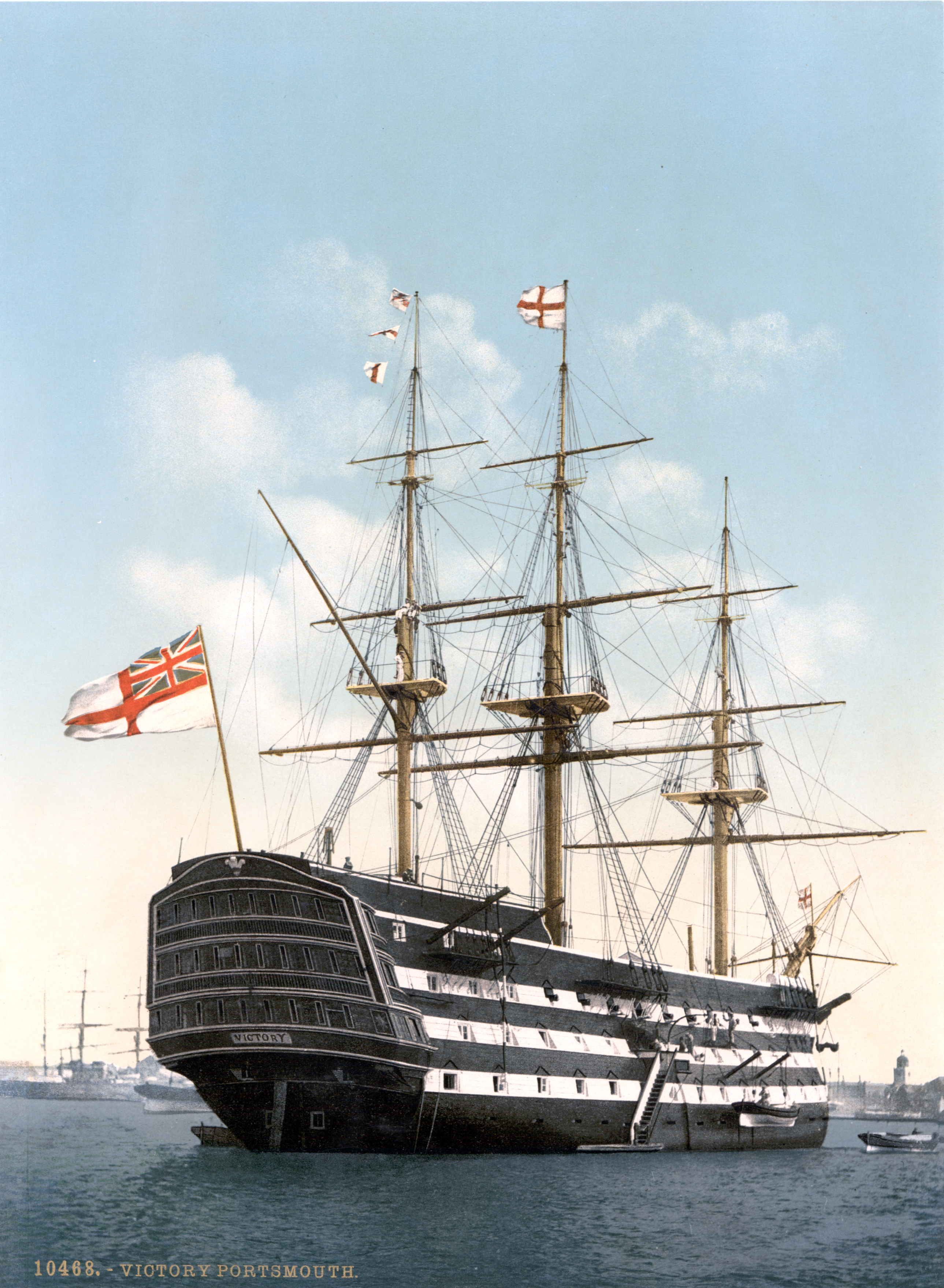
트라팔가 해전에서 넬슨 제독의 영국 함대 기함 HMS 빅토리호. 배수량 3500톤에 함포 104문의 1등급 전함이었다.

대위(Lieutenant)는 해군 장교의 계급이다.

## 역사
영어로는 Lieutenant이다. 육군 중위가 Lieutenant, First Lieutenant, 육군 소위가 Second Lieutenant인데, 해군 대위도 Lieutenant라고 한다. 류테닛이라고 부르며, 짧게는 LT!라고 부르면 한국말로 대위님! 하고 부르는 것이다. 즉 미국 육군 특수부대 델타포스의 류테닛은 중위, 미국 해군 특수부대 네이비실의 류테닛은 대위다.
1580년부터 류테닛이 존재했다. 선장은 캡틴이라고 하며, Captain은 육군에서는 대위지만, 해군에서는 대령으로, 보통 해군 대령이 함장을 맡는다. 배가 작으면 중령, 소령이 함장을 맡기도 한다.
해군 전통으로는 캡틴이 류테닛을 독자적으로 임명했다. 요즘은 대통령이 모든 장교를 임명한다.
류테닛은 선장인 대령 캡틴 바로 아래 계급으로 1등 항해사를 맡는다. 영국에서 배의 1등 항해사는 선장의 아내라고 표현하기도 한다.
17세기부터 19세기 까지, 대형 범선의 시대에, 영국 해군은 다음과 같은 대형 군함이 있었다.
- 전함: 1등급 전함, 2등급 전함, 3등급 전함, 4등급 전함
- 프리깃: 1등급 프리깃, 2등급 프리깃

1등급 전함에서는 류테닛이 6등급까지 있었다. 1등 류테닛, 2등 류테닛, 3등 류테닛 식으로 숫자를 붙였다. 요즘에는 6등급은 아니고 1등 항해사, 2등 항해사, 3등 항해사의 3등급이 보통이다. 1등급 전함은 초기에는 승무원 400명, 함포 80문을 가진 대형 범선이었다. 그러나 18세기에는 승무원 850명, 함포 100문으로 증가되었다.
몇몇 류테닛은 매우 어린 소년이었다. 청년, 중년, 노년의 수병들이 꼬마 소년인 류테닛의 명령에 복종했다. 꼬마 류테닛은 성장해서 캡틴인 함장이 되었다.